# Nesiotoniscus sebaouensis
Nesiotoniscus sebaouensis är en kräftdjursart som beskrevs av Albert Vandel 1955. Nesiotoniscus sebaouensis ingår i släktet Nesiotoniscus och familjen Trichoniscidae. Inga underarter finns listade i Catalogue of Life.